# Montcusel
Montcusel là một xã trong vùng hành chính Franche-Comté, thuộc tỉnh Jura, quận Saint-Claude (quận), tổng Moirans-en-Montagne. Tọa độ địa lý của xã là 46° 21' vĩ độ bắc, 05° 39' kinh độ đông. Montcusel nằm trên độ cao trung bình là 610 mét trên mực nước biển, có điểm thấp nhất là 420 mét và điểm cao nhất là 809 mét. Xã có diện tích 9.55 km², dân số vào thời điểm 1999 là 172 người; mật độ dân số là 18 người/km².

## Thông tin nhân khẩu
| 1962 | 1968 | 1975 | 1982 | 1990 | 1999 |
| ---- | ---- | ---- | ---- | ---- | ---- |
| 88   | 88   | 78   | 93   | 144  | 172  |

## Địa điểm tham quan
Nhà thờ Saint-Maurice được xây dựng trong thế kỉ thứ 15. Tháp chuông được xây trong thế kỉ thứ 19.